# 赫里霍里夫斯卡鎮

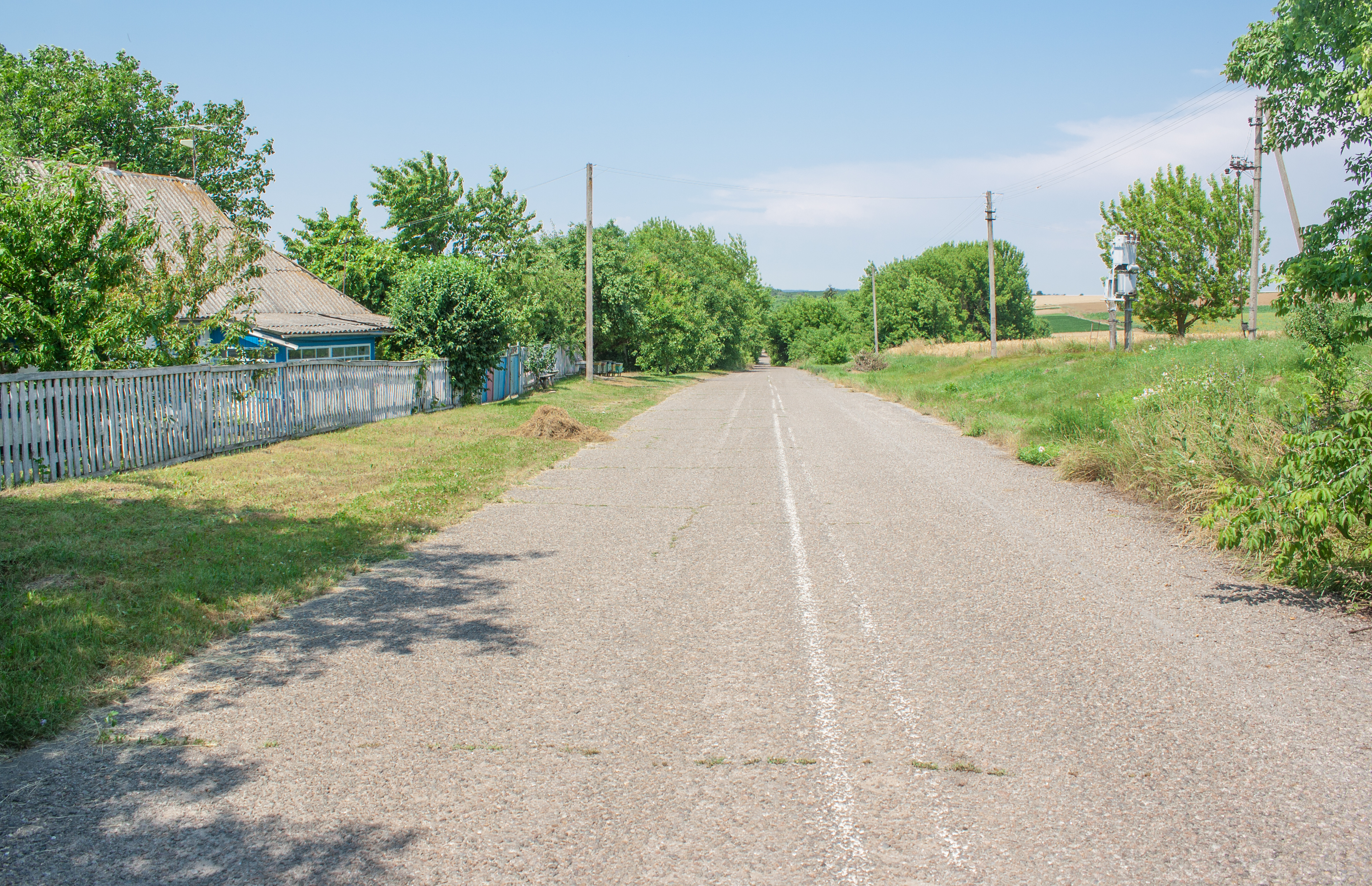
村里主路

49°21′14″N 30°1′52″E / 49.35389°N 30.03111°E
赫里霍里夫斯卡镇（烏克蘭語：Григорівська Слобода）是位於烏克蘭北部的村莊，由基辅州白采爾克瓦區的斯塔維謝市鎮負責管轄。該村處於托爾茨河畔，始建於1755年，面積0.35平方公里，海拔高度209米，2001年人口9。